# Route nationale 423
Pour les articles homonymes, voir Route 423.
La route nationale française 423 ou RN 423 était une route nationale française se détachant de la RN 420 quelques kilomètres au nord de Bruyères et rejoignant Gérardmer. Elle suit la vallée de la Vologne.  

À la suite de la réforme de 1972, la RN 423 a été déclassée en RD 423.

## Ancien tracé de Bruyères à Gerardmer D 423
- Bruyères
- Laveline-devant-Bruyères
- Aumontzey
- Granges-sur-Vologne
- Gérardmer